# Wiktor Czanow
Wiktor Wiktorowycz Czanow, ukr. Віктор Вікторович Чанов, ros. Виктор Викторович Чанов, Wiktor Wiktorowicz Czanow (ur. 21 lipca 1959 w Doniecku w Ukraińskiej SRR, zm. 8 lutego 2017 w Kijowie) – radziecki i ukraiński piłkarz, grający na pozycji bramkarza, reprezentant Związku Radzieckiego, trener piłkarski. Młodszy brat Wiaczesława Czanowa, również bramkarza, oraz syn Wiktora Czanowa, też bramkarza.

## Kariera piłkarska

### Kariera klubowa
Wychowanek Szachtara Donieck. W latach 1978–1981 występował w pierwszym zespole górniczego klubu z rodzinnego Doniecka. Po wywalczeniu sobie miejsca w składzie Szachtara zdobył szerokie uznanie i wkrótce trafił do Dynama Kijów, jednego z najlepszych radzieckich klubów. Tam z kolei wygrywał rywalizację z Mychajłem Mychajłowem. Przez kilka sezonów występował w lidze izraelskiej. W 1991 zdobył mistrzostwo Izraela z Maccabi Hajfa. W 1995 zakończył karierę jako bramkarz ukraińskiego CSKA-Borysfenu Boryspol.

### Kariera reprezentacyjna
Jako zawodnik radzieckiej reprezentacji zdobył mistrzostwo Europy U-18 w 1978 oraz mistrzostwo Europy U-21 w 1980. 10 marca 1982 w meczu towarzyskim z Grecją zadebiutował w pierwszej reprezentacji ZSRR, ale na stałe trafił do niej w 1986. Drużynę radziecką prowadził wówczas szkoleniowiec Dynama Walery Łobanowski. Uczestniczył w jednym meczu mistrzostw świata w 1986, zaś dwa lata później rozegrał kilkanaście minut w jednym ze spotkań mistrzostw Europy w 1988, w których drużyna radziecka zajęła drugie miejsce. W reprezentacji Związku Radzieckiego był najczęściej dublerem uważanego za jednego z najlepszych bramkarzy świata Rinata Dasajewa. Do 1990 rozegrał 21 meczów w barwach Sbornej.

## Kariera trenerska
Bo zakończeniu kariery piłkarskiej przez pewien czas pracował jako asystent i pierwszy trener w zespole CSKA-Borysfen Kijów. Później rozstał się z futbolem i zajął się działalnością biznesową, pełnił m.in. funkcję dyrektora firmy z branży turystycznej. W grudniu 2006 po raz kolejny zastąpił w Dynamie Mychajłowa, tym razem na stanowisku trenera bramkarzy.

## Sukcesy i odznaczenia

### Sukcesy klubowe
- zdobywca Pucharu Zdobywców Pucharów: 1986
- mistrz ZSRR: 1986, 1990
- wicemistrz ZSRR: 1979, 1982, 1988
- brązowy medalista Mistrzostw ZSRR: 1978, 1989
- zdobywca Pucharu ZSRR: 1980, 1982, 1987, 1990
- zdobywca Pucharu sezonu ZSRR: 1985, 1986
- mistrz Izraela: 1991
- brązowy medalista Mistrzostw Izraela: 1992
- zdobywca Pucharu Izraela: 1991, 1993

### Sukcesy reprezentacyjne
- mistrz Europy U-18: 1977, 1978
- mistrz Europy U-21: 1980
- wicemistrz Świata U-20: 1979
- wicemistrz Europy: 1988

### Sukcesy indywidualne
- rekordzista w liczbie bezbramkowych meczów reprezentacyjnych ZSRR – dopiero w 17. meczu po 7,5 latach od debiutu puścił pierwszego gola strzelonego przez przeciwnika (przedtem puścił bramkę samobójczą 21 września 1988)
- najlepszy bramkarz ZSRR (wg magazynu Ogoniok): 1986
- najlepszy bramkarz Izraelu: 1991
- 6-krotnie wybrany do listy 33 najlepszych piłkarzy ZSRR: nr 2 (1986, 1988), nr 3 (1980, 1981, 1982, 1989)
- członek Klubu Jewhena Rudakowa: 151 meczów na „0”
- członek Klubu Lwa Jaszyna: 148 meczów na „0”

### Odznaczenia
- tytuł Mistrza Sportu ZSRR: 1978
- tytuł Mistrza Sportu Klasy Międzynarodowej: 1980
- tytuł Zasłużonego Mistrza Sportu ZSRR: 1986